# Instituut Eymard Van Hinsbergh

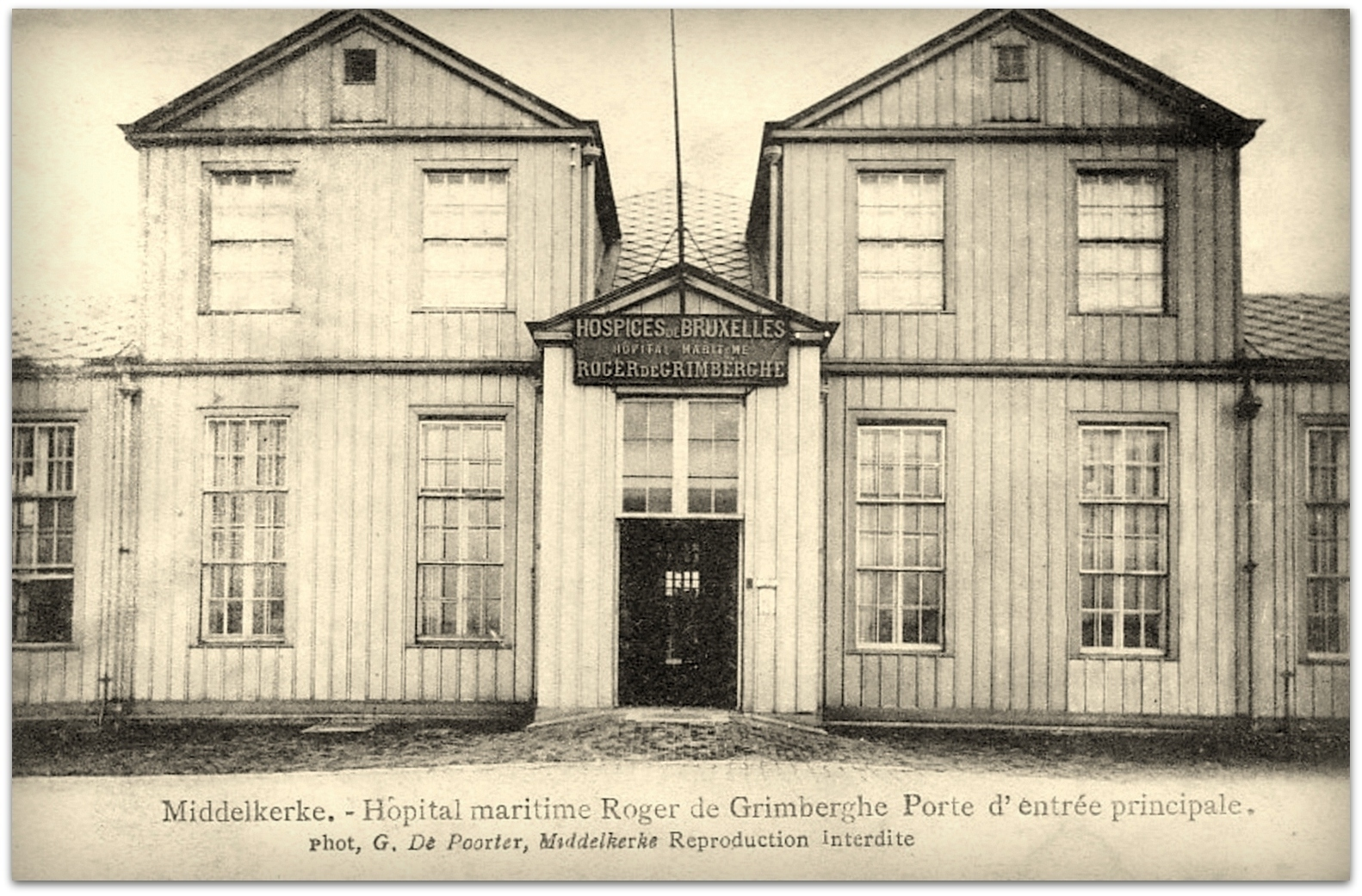
Hoofdingang Instituut Eymard Van Insbergh

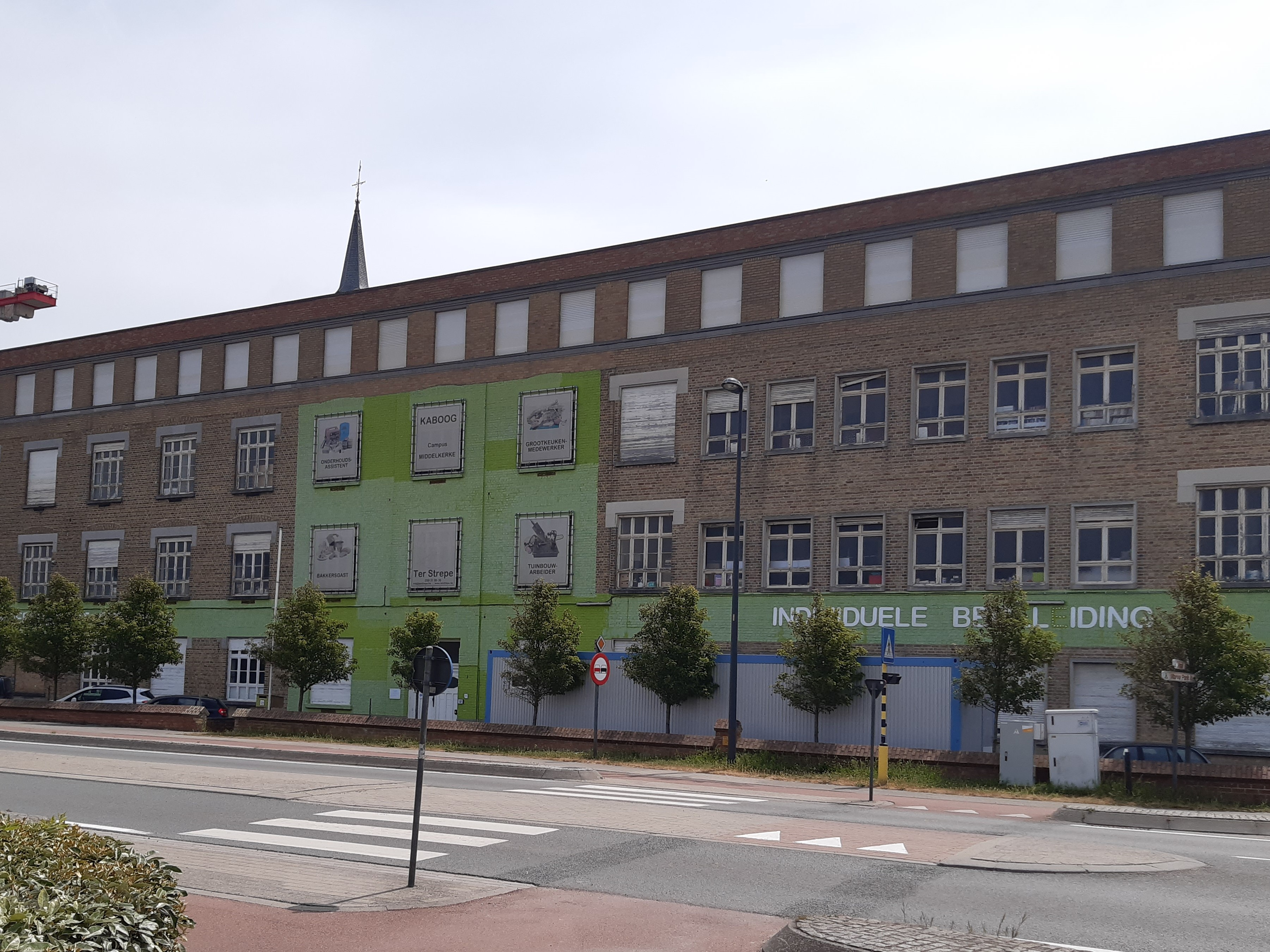
BuSO Ter Strepe

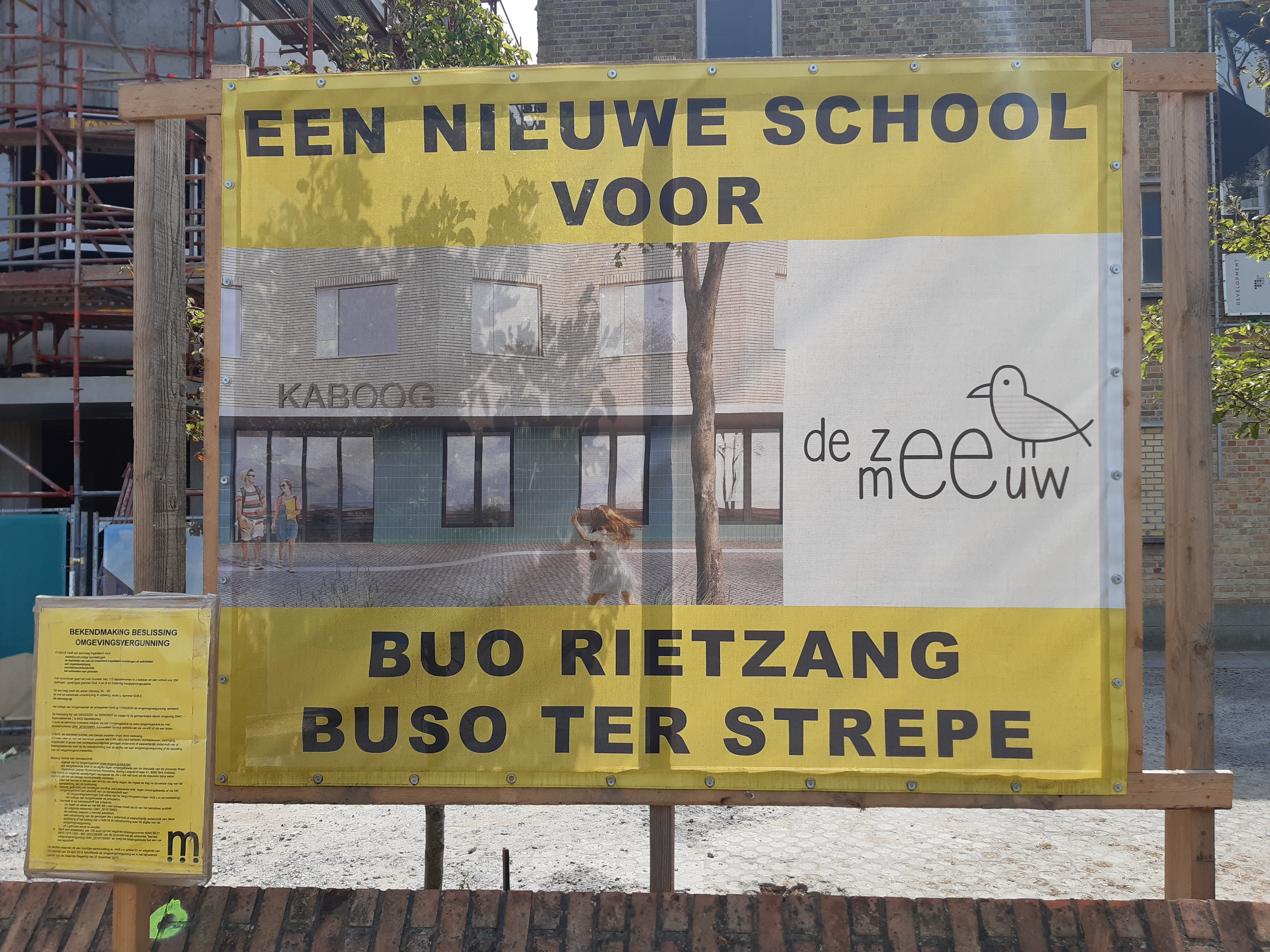
Nieuwe schoolgebouw Kaboog

Het Instituut Eymard Van Hinsbergh werd gebruikt als een sanatorium voor (pre)tuberculeuze kinderen aan zee. Het instituut lag in de gemeente Middelkerke, in de provincie West-Vlaanderen. Op 31 december 1987 sloot het zijn deuren als sanatorium.
Het domein was oorspronkelijk eigendom van Jean Van Hinsbergh, de eerste en grootste promotor van de gemeente Middelkerke sinds haar toeristische start in 1876. Het was ingericht als buitengoed met boerderij. Zijn dochters hadden een bijzondere affiniteit voor Pierre-Julien Eymard, een priester die in 1925 zalig werd verklaard. Dat bracht hen ertoe het domein te schenken met een sociaal oogmerk: zwakke kinderen de gelegenheid tot herstel bieden door een verblijf aan zee onder de hoede van zusters. De naam "Eymard" werd aan de naam toegevoegd.

## Het instituut

### De oprichting
Het instituut werd in 1924 opgericht als een afdeling van het Werk van de Berg Thabor. Dit werk was opgericht in 1918 met als doel pretuberculeuze kinderen aan zee te laten aansterken. Het was een initiatief van een priester uit Sint-Jans-Molenbeek, Joseph Arthur Mari Vetsuypens en een aantal adellijke dames. De pachthoeven van het Werk van de Berg Thabor zorgden voor de aanvoer van de verse producten. Het Werk richtte zich vooral op de kinderen van leden van de Landsbond der Christelijke Mutualiteiten (LCM) die sinds 1926 het verblijf in een luchtkuur betaalde. Het Instituut Eymard Van Hinsbergh werd geleid door de zusters Vincentius a Paulo. Ook via de in 1921 opgerichte vzw Nationaal Werk der Katholieke Schoolkoloniën (NWKS) stuurde de LCM kinderen naar het instituut. Het NWKS was in 1921 opgericht onder de bescherming van kardinaal Mercier en van het grootste deel van de Belgische adel.

### De groei
De aanvangsfase was moeilijk, in eerste instantie ving het instituut kinderen op die niet in Pension de la Providence, een andere vakantiekolonie voor zwakke kinderen in Middelkerke, terecht konden. La Providence voorzag initieel in voedsel voor deze kinderen, maar wanneer het aantal kinderen snel toenam, trokken zij hun steun terug. Na het leggen van de nodige contacten, zorgde het Werk van de Berg Thabor voor de onontbeerlijke steun.
In 1928-1929 werd het instituut voor een eerste maal verbouwd en uitgebreid. Tegen 1932 was het instituut alweer uit zijn voegen aan het barsten. Naast nieuwe verbouwingswerken, werden ook enkele grote veranderingen doorgevoerd. Er kwamen leraressen in dienst en het aantal zusters liep op tot 18.

### De oorlog
Met de komst van de Tweede Wereldoorlog werden heel wat kinderen naar huis gestuurd. Ondanks dat er nog een 40-tal kinderen verbleven van wie men de ouders niet kon bereiken, werd het instituut door de legeroverheid ingericht als krijgshospitaal. Door de witte kruisen op het dak, werden ze snel opgemerkt door de Duitse vliegtuigen. Op 27 mei 1940 werd het instituut gebombardeerd. De herstellingen gebeurden zo goed en zo kwaad als het kon, maar de normale werking kwam danig in het gedrang. Uiteindelijk moet het instituut volledig ontruimd worden voor de Duitse bezetting. Alle burgers moesten vertrekken en de inboedel werd overgebracht naar Pension de la Providence. Na de bevrijding in 1945 volgden nog voortdurende bezettingen door de Engelse legereenheden. De heropening komt er uiteindelijk 15 april 1947.

### Het preventorium
In de naoorlogse samenleving wordt het initiatief genomen om het instituut om te vormen tot een preventorium. Er wordt opnieuw zwaar geïnvesteerd om het gebouw te moderniseren en het van alle mogelijke comfort en dienstverlening te voorzien: een volwaardig medisch centrum met onderwijs in beide landstalen, logies en accommodatie. 1 juli 1956 wordt de erkenning uiteindelijk bevestigd in het Belgisch Staatsblad.

### De kliniek
Nog geen 10 jaar erna, in 1964, wordt de aanvraag gedaan om het statuut te verkrijgen van kliniek voor astmatische en allergische kinderen. De inspectie van het Ministerie van Volksgezondheid stelde veel voorwaarden. Opnieuw zijn grote renovaties aan de orde, in 1970 werden deze afgerond en in oktober 1970 krijgt het instituut de erkenning als kliniek met 98 bedden. Eymard-Van Hinsbergh kende als kliniek een sterke bloeiperiode tot de economische recessie. De bijdrage die van de ouders gevraagd wordt,gaat telkens meer de hoogte in en het aantal patiënten daalt. Uiteindelijk valt het doek definitief op 31 december 1987.

## Huidige bestemming
Sinds 1988 is het buitengewoon secundair onderwijs (buso) in Middelkerke gevestigd op het vroegere domein van het instituut Eymard Van Hinsberg. Aanvankelijk was dit enkel voor het secundair onderwijs: Ter Strepe. In 2013 volgde de lagere school Rietzang aan Zee. De school omschrijft zichzelf als een leer- en leefschool voor buitengewoon secundair beroepsonderwijs opleidingsvorm 3, met bijzondere aandacht aan de christelijke waarden zoals verdraagzaam zijn, een evenwichtig gevoelsleven, eerbied voor de anderen, het beleven van eigen vrijheid en het opnemen van verantwoordelijkheid. De christelijke roots bleven dus behouden.

## Nieuwe bouwplannen
Sinds de jaren twintig van de twintigste eeuw zijn er geen grondige renovaties gebeurd aan het gebouw. De bouw van een nieuwe campus of de renovatie van de bestaande schoolgebouwen zou te duur uitvallen, zelfs met eventuele subsidies. Zo kwam vzw De Kaboog, die eigenaar is van de school en de gronden, uit op een publiek-private samenwerking. De school beschikt op de site in Middelkerke over ruime terreinen die te groot zijn voor enkel de huisvesting van een nieuwe schoolcampus. Daarom zullen ze de bouw van de nieuwe school combineren met de bouw van een woonproject op de site. Vzw Kaboog brengt de gronden in, de private investeerders bouwen en zo hoeft Kaboog niet te betalen voor een nieuw schoolgebouw. In 2019 gingen de bouwactiviteiten van start.